# Anthony T. Padovano
Anthony T. Padovano (* 1934) ist ein US-amerikanischer römisch-katholischer Theologe und Autor.

## Leben
Padovano studierte römisch-katholische Theologie an der Päpstlichen Universität Gregoriana in Rom, Philosophie an der Päpstlichen Universität Heiliger Thomas von Aquin in Rom sowie Literatur an der Fordham University in New York City. Als Hochschullehrer war er an der Fordham University in New York City und am St. Elizabeth College in New Jersey tätig. Er ist als Hochschullehrer für Katholische Theologie am Ramapo College of New Jersey tätig. Als Autor schrieb er über 28 Bücher.

## Werke (Auswahl)
- Free to be Faithful, Paulist Press, Paramus, New Jersey 1972
- Eden and Easter, Paulist Press, New York City 1974
- A Case for Worship, Silver Burdett, Morristown, New Jersey 1975
- Presence and Structure, Paulist Press, New York City 1975
- America: Its People, Its Promise, St. Anthony Messenger Press, Cincinnati, Ohio 1975
- The Human Journey: Thomas Merton, Symbol of a Century, Doubleday, New York City 1982
- Trilogy: Belief in Human Life; Dawn Without Darkness; Free to be Faithful, Doubleday, New York, New York 1982
- An den neuen Morgen glauben, Matthias-Grünewald-Verlag, Mainz 1984, Deutsche Erstausgabe, Contemplation and Compassion (Peter Pauper Press, New York, NY, 1 1984)
- Winter Rain: A Play in One Act and Six Scenes, Paulist Press, Ramsey, New Jersey 1985 (Auszeichnung: Angel Award im Jahre 1985 und New Jersey Writers Conference Award im Jahre 1985)
- His Name is John: A Play in Four Acts, Paulist Press, Ramsey, New Jersey 1986 (Auszeichnung: New Jersey Writers Conference Award im Jahre 1985 und Silver Angel Award im Jahre 1986)
- Christmas to Calvary, Paulist Press, Ramsey, New Jersey 1987
- Love and Destiny, Paulist Press, Ramsey, New Jersey 1987
- Conscience and Conflict, Paulist Press, Mahwah, New Jersey 1989
- Reform and Renewal: Essays on Authority, Ministry and Social Justice, Sheed & Ward, Kansas City, Missouri, 1990
- A Celebration of Life, Resurrection Press, New York 1990
- The Church Today: Belonging and Believing, Franciscan Communications, Los Angeles, Kalifornien 1990
- Scripture in the Streets, Paulist Press, Mahwah, New Jersey 1992
- Hope is a Dialogue, Caritas Communications, Mequon, Wisconsin 1998
- Resistance and Renewal, Caritas Communications, Mequon, Wisconsin 2002
- Life Choices, CFFC Press, Washington, D.C. 2004
- A Path to Freedom (Caritas Communications, Thiensville, Wisconsin 2011)